# Davide Bariti
Davide Bariti (La Spezia, 7 luglio 1991) è un calciatore italiano, centrocampista della Virtus Entella.

## Caratteristiche tecniche
Centrocampista offensivo sulla fascia destra, può essere schierato come ala. Dotato di grande rapidità e dribbling secco, i cross e i passaggi smarcanti in area sono le sue caratteristiche principali.
Per queste sue rare doti spesso è stato accostato a Marco Verratti.

## Carriera

### Club
Cresciuto nelle giovanili della Carrarese, passa successivamente alla Triestina, dove debutta in prima squadra in Serie B nella stagione 2010-2011 giocando 22 partite e siglando un gol.
Acquistato in comproprietà dal Napoli, viene girato in prestito prima al Vicenza (15 presenze in Serie B) e poi all'Avellino, con cui vince il campionato di Lega Pro Prima Divisione in cui scende in campo 21 volte e segna una rete e la Supercoppa di Lega di Prima Divisione, in cui gioca entrambe le gare.
Rientrato al Napoli, viene integrato in rosa e colleziona due presenze in Serie A, esordendo nel massimo campionato italiano il 6 ottobre 2013 nella gara interna contro il Livorno. Vince inoltre la Coppa Italia, manifestazione nella quale scende in campo negli ottavi di finale contro l'Atalanta.
Al termine della stagione, scaduto il contratto con il club azzurro, rimane svincolato. Il 6 novembre successivo viene ingaggiato dalla Lupa Roma, in Lega Pro.
Il 28 maggio 2015 il club romano annuncia di non aver rinnovato il contratto del centrocampista ligure, che rimane così senza squadra dopo una stagione in cui ha collezionato una rete in 25 presenze.
Il 4 settembre seguente si accasa per una stagione al Rimini, neopromosso in Lega Pro. Rimasto senza contratto in seguito al fallimento della società romagnola, il 18 agosto 2016 firma un biennale con l'Ancona.
Rimasto svincolato, il 9 agosto 2017 firma un biennale con la Triestina. Per l'esterno spezzino si tratta di un ritorno in maglia alabardata dopo aver giocato da protagonista in Serie B nel corso della stagione 2010-2011. 
Il 9 ottobre 2020 firma per la Pergolettese. L'8 aprile 2023, scendendo in campo contro il Vicenza, raggiunge il traguardo delle 100 presenze con la maglia gialloblu. In quattro stagioni colleziona 139 presenze, 13 gol e 20 assist.
Il 1º agosto 2024 passa alla Virtus Entella  e dieci giorni più tardi al debutto segna il suo primo gol nel primo turno di Coppa Italia Serie C contro l'Alcione (2-0). Segna invece il suo primo gol in campionato il 9 settembre nella vittoria interna contro l’Ascoli (2-1). Con 12 assist e 5 gol segnati in 34 partite è tra i protagonisti della promozione del club ligure e a fine stagione ha modo di vincere anche la Supercoppa Serie C; a giugno la società gli rinnova il contratto fino al 2027.

### Nazionale
Nel 2011 ha giocato una partita con la nazionale italiana Under-20.

## Statistiche

### Presenze e reti nei club
Statistiche aggiornate al 17 maggio 2025
| Stagione            | Squadra             | Campionato          | Campionato | Campionato | Coppe nazionali | Coppe nazionali | Coppe nazionali | Coppe europee | Coppe europee | Coppe europee | Altre coppe | Altre coppe | Altre coppe | Totale | Totale |
| Stagione            | Squadra             | Comp                | Pres       | Reti       | Comp            | Pres            | Reti            | Comp          | Pres          | Reti          | Comp        | Pres        | Reti        | Pres   | Reti   |
| ------------------- | ------------------- | ------------------- | ---------- | ---------- | --------------- | --------------- | --------------- | ------------- | ------------- | ------------- | ----------- | ----------- | ----------- | ------ | ------ |
| 2008-2009           | Carrarese           | SD                  | 9          | 1          | -               | -               | -               | -             | -             | -             | -           | -           | -           | 9      | 1      |
| 2009-2010           | Carrarese           | SD                  | 26         | 0          | -               | -               | -               | -             | -             | -             | -           | -           | -           | 26     | 0      |
| Totale Carrarese    | Totale Carrarese    | Totale Carrarese    | 35         | 1          |                 | -               | -               |               | -             | -             |             |             |             | 35     | 1      |
| 2010-2011           | Triestina           | B                   | 22         | 1          | CI              | 1               | 0               | -             | -             | -             | -           | -           | -           | 23     | 1      |
| ago. 2011           | Triestina           | PD                  | 0          | 0          | CI              | 3               | 0               | -             | -             | -             | -           | -           | -           | 3      | 0      |
| 2011-2012           | Vicenza             | B                   | 15+2       | 0          | CI              | 0               | 0               | -             | -             | -             | -           | -           | -           | 17     | 0      |
| 2012-2013           | Avellino            | 1D                  | 21         | 1          | CI+CI-LP        | 0+2             | 0               | -             | -             | -             | SdL-1D      | 2           | 0           | 25     | 1      |
| 2013-2014           | Napoli              | A                   | 2          | 0          | CI              | 1               | 0               | UCL+UEL       | 0             | 0             | -           | -           | -           | 3      | 0      |
| 2014-2015           | Lupa Roma           | LP                  | 25         | 1          | CI-LP           | -               | -               | -             | -             | -             | -           | -           | -           | 25     | 1      |
| 2015-2016           | Rimini              | LP                  | 23         | 1          | CI-LP           | -               | -               | -             | -             | -             | -           | -           | -           | 23     | 1      |
| 2016-2017           | Ancona              | LP                  | 32         | 1          | CI-LP           | 3               | 0               | -             | -             | -             | -           | -           | -           | 35     | 1      |
| 2017-2018           | Triestina           | C                   | 24         | 0          | CI+CI-C         | 0+3             | 0               | -             | -             | -             | -           | -           | -           | 27     | 0      |
| 2018-2019           | Triestina           | C                   | 30         | 0          | CI+CI-C         | 0+1             | 0               | -             | -             | -             | -           | -           | -           | 31     | 0      |
| Totale Triestina    | Totale Triestina    | Totale Triestina    | 76         | 1          |                 | 4+4             | 0               |               | -             | -             |             |             |             | 84     | 1      |
| 2019-2020           | Sicula Leonzio      | C                   | 23+2       | 1          | CI-C            | 1               | 0               | -             | -             | -             | -           | -           | -           | 26     | 1      |
| 2020-2021           | Pergolettese        | C                   | 26         | 1          | -               | -               | -               | -             | -             | -             | -           | -           | -           | 26     | 1      |
| 2021-2022           | Pergolettese        | C                   | 37+1       | 4          | CI-C            | 0               | 0               | -             | -             | -             | -           | -           | -           | 38     | 4      |
| 2022-2023           | Pergolettese        | C                   | 38+1       | 3          | CI-C            | 0               | 0               | -             | -             | -             | -           | -           | -           | 39     | 3      |
| 2023-2024           | Pergolettese        | C                   | 36         | 5          | CI-C            | 0               | 0               | -             | -             | -             | -           | -           | -           | 36     | 5      |
| Totale Pergolettese | Totale Pergolettese | Totale Pergolettese | 137+2      | 13         |                 | 0               | 0               |               | -             | -             |             |             |             | 139    | 13     |
| 2024-2025           | Virtus Entella      | C                   | 34         | 5          | CI-C            | 2               | 1               | -             | -             | -             | SC-C        | 2           | 0           | 38     | 6      |
| Totale carriera     | Totale carriera     | Totale carriera     | 425+4      | 25         |                 | 17              | 1               |               | 0             | 0             |             | 4           | 0           | 450    | 26     |

## Palmarès

### Club

#### Competizioni nazionali
- Lega Pro Prima Divisione: 1

Avellino: 2012-2013
- Supercoppa di Lega di Prima Divisione: 1

Avellino: 2013
- Coppa Italia: 1

Napoli: 2013-2014
- Serie C: 1

Virtus Entella: 2024-2025 (girone B)
- Supercoppa Serie C: 1

Virtus Entella: 2025